# Barbis
Barbis ist ein Dorf am Oberharzrand und Ortsteil von Bad Lauterberg im Landkreis Göttingen (ehemals Osterode) in Südniedersachsen, Deutschland. Der Ort Barbis hat rund 2.450 Einwohner und liegt auf einer Höhe von 319 m ü. NN.

## Geschichte
Die erste urkundliche Erwähnung ist aus dem Jahr 1384 als Berwes bekannt, weitere Erwähnungen in der Mitte des 16. Jahrhunderts zeigen die Namensformen Barwerße, Barwertß und Barbiße. Einige Forscher haben den Ort auch mit der Anfang des 16. Jahrhunderts letztmals erwähnten Wüstung Berengoze/Bergoz bei Bartolfelde gleichgesetzt, die 1260 erstmals schriftlich erwähnt wurde. Der Name wird auf eine Grundform *Berbek(e) zurückgeführt und als Waldbach interpretiert. Barbis liegt am Karstwanderweg.
Am 1. Juli 1972 wurde Barbis in die Stadt Bad Lauterberg im Harz eingegliedert.

## Ortsstruktur

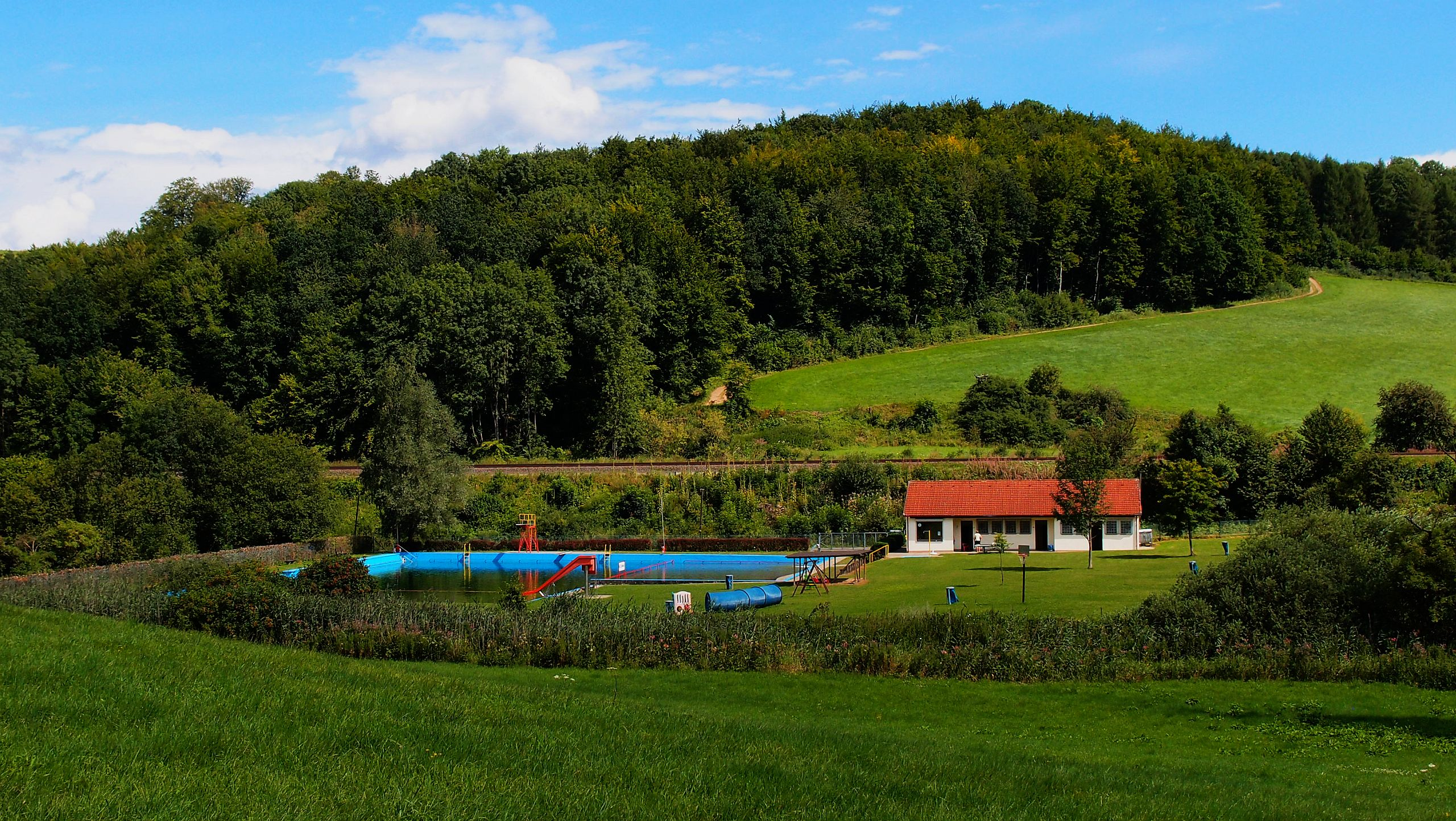
Ehemaliges Freibad am östlichen Ortsrand

Barbis liegt am Fuße des südlichen Ausläufers des Harzes, wird nach Norden vom Liethberg begrenzt und hat in der geografischen Mitte einen bergigen Ortskern, während der westliche Teil in Richtung Herzberg-Scharzfeld flach ist und eine starke Sonneneinstrahlung ermöglicht. Am Ortsrand fließt die Oder und wusch einst die Feldflur aus, welche daher Oderfeld genannt wird. Durch Barbis selbst fließt der Barbiser Bach.
Hinter dem Liethberg erstrecken sich weite grüne Talsohlen mit Gebirgsbächen, vom Andreasbachtal sind zahlreiche Wanderwege in den Harz möglich. Die bergige Zentrum von Barbis bildet den Stadtteil Oderfeld. Es besteht aus zahlreichen Einfamilienhäusern mit großzügigen Gärten, Spielstraßen und Wendeplätzen. Am Fuße des Oderfeldes liegen ein Sport- und Fußballplatz, ein Tennisplatz sowie ein Kindergarten und das ehemalige Sägewerk Blödhorn. Die südliche Seite wird von einer weiten Feldflur sowie der Barbiser Straße dominiert. Dieser Ortsteil nennt sich Altbarbis. Hier gibt es vermehrt Reihenhäuser oder alte Fachwerkhäuser sowie viele ortsansässige Höfe, einige wenige Gaststätten, die St.-Petri-Kirche sowie einen Händler für Garten- und Ackergeräte. Einige Kilometer durch die Feldflur erreicht man über den „Königshagener Ring“ den durch Hermann Löns bekanntgemachten Beberteich und die Wüstung Königshagen, in deren Nähe sich heute die gleichnamige kleine Siedlung aus Bauernhöfen befindet, direkt an das Bundesland Thüringen angrenzend.
Im westlichen Ausläufer Richtung Herzberg-Scharzfeld liegt das Industriegebiet „In den Bühwiesen“. Hier haben sich viele kleine und mittelständische traditionelle Unternehmen angesiedelt, u. a. die Wäscherei Morich, Getränkehändler, Tischlerei Ließmann, die Wistoba Pinselfabrik. Hier befindet sich auch der Haltepunkt Bad Lauterberg-Barbis an der Südharzstrecke. Dies ist die einzige verbliebene Eisenbahnzugangsstelle in der Gemeinde Bad Lauterberg. Außerdem hat Barbis eine Anschlussstelle an den Bundesstraßen 27 und 243. Das Industrie- und Gewerbegebiet liegt am Fuße des Bühberges, einer kleinen versteckt liegenden Blockhüttensiedlung am ehemaligen Landwehrturm („Franzosenturm“) „Alte Warte“, ein kleines Wanderziel, und dem Tierfriedhof.
Flächenmäßig ist der Ortsteil Barbis größer als die Kernstadt Bad Lauterberg selbst.

## Politik

### Ortsrat
Barbis hat einen Ortsrat mit sieben Mitgliedern. Die Kommunalwahl 2021 ergab folgendes Ergebnis und folgende Sitzverteilung:
| Ortsrat Barbis 2021Insgesamt 7 Sitze - SPD: 3 - WgiR: 3 - CDU: 1 |

### Wappen
Das Ortsteilwappen wurde im Auftrag der Arbeitsgemeinschaft Barbiser Vereine durch den Heimatpfleger Klaus Gehmlich entworfen und durch den Heraldiker Uwe Reipert aus Beeskow gestaltet worden. Das Wappen wurde am 30. November 2015 in die Deutsche Ortswappenrolle des HEROLD unter der Nr. 42 NI eingetragen. Das Ortsteilwappen ist kein offizielles Hoheitszeichen. Das Wappen wird im Rahmen der Heimat- und Traditionspflege geführt. Als Stadtteil von Bad Lauterberg im Harz verwendet Barbis seit der Gebietsreform im Jahr 1972 das Wappen der Stadt als offizielles Hoheitszeichen.

## Kultur und Sehenswürdigkeiten

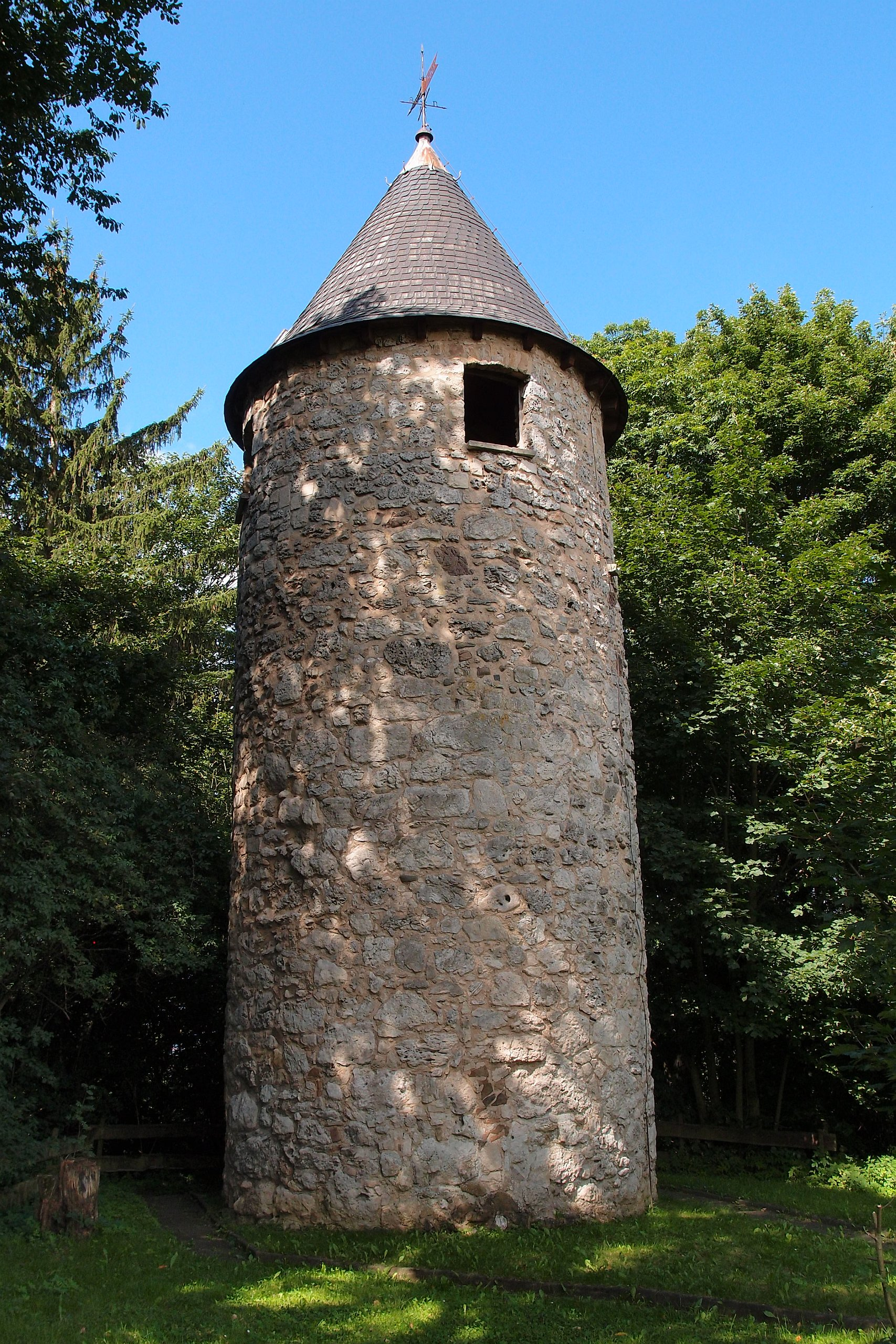
Die Alte Warte auf dem Bühberg

### Bauwerke
Die Alte Warte, auch „Bühberg-Warte“ oder „Franzosenturm“ genannt, ist ein früherer Wartturm auf dem westlich von Barbis gelegenen Bühberg. Sie war im 14. Jahrhundert zusammen mit Landwehrgräben Teil der Grenzsicherung zwischen der Grafschaft Lutterberg-Scharzfels und dem Fürstentum Braunschweig-Grubenhagen. Vom Franzosenturm aus sollen im Siebenjährigen Krieg französische Truppen die Burg Scharzfels mit Artillerie beschossen haben. Nach jahrelangem Verfall wurde der heute 12 Meter hohe Turm 1966–1968 restauriert und als Aussichtsturm zugänglich gemacht. Von seiner überdachten Plattform hat man einen guten Blick ins Harzvorland sowie zur Burg Scharzfels. Vom 16. Februar bis zum 15. April 2016 stand die wandernde Stempelstelle als Sonderstempel der Harzer Wandernadel an der Alten Warte und damit etwas außerhalb des Harzes.

## Persönlichkeiten
- Ernst August Spangenberg (1689–1784), Jurist und Titularbürgermeister der Stadt Göttingen
- Gustav Hausmann (1827–1899), Architektur- und Landschaftsmaler[7]
- Günther Wedekind (* 1929), Kameramann
- Bernd Langer (* 1960), Angehöriger der autonomen Szene